# John Dury
John Dury (ook Durie of Durye, Johannes Dureus, Johann Dureus) (Edinburgh 1596 - Kassel, 1680) was een Schotse calvinistische predikant en een belangrijke intellectueel ten tijde van de Engelse Burgeroorlog. Hij probeerde de calvinistische en lutheraanse vleugels van het protestantse geloof te herenigen, maar slaagde daar niet in. Hij was een vruchtbaar schrijver, prediker en pamfletschrijver.

## Afkomst
Hij was de vierde zoon van de verbannen Schotse presbyteriaanse predikant Robert Durie. John werd grootgebracht in Nederland, in Leiden, waar hij aan de universiteit studeerde. Hij werkte in Keulen bij de Waalse Kerk, (1624-6) en later in Elblag (Elbing).
Hij leerde daar Samuel Hartlib kennen, een inwoner van Elblag, die zijn belangstelling voor onderwijs deelde.
In 1628 schreef hij een petitie aan Gustaaf II Adolf van Zweden om hulp bij het vinden van eenheid in de protestantse zaak. Hij bracht veel tijd door met reizen door Europa. Hij ontmoette Comenius die op uitnodiging van Hartlib enige jaren in Elblag doorbracht.
Hij werd een geschikte privéleraar gevonden voor Maria Henriëtte Stuart, Prinses van Oranje in Den Haag. Hij had een lange doch onproductieve ontmoeting met René Descartes in 1635. In Nederland ontmoette hij invloedrijke figuren zoals Adam Boreel en Petrus Serrarius.

## Burgeroorlog
Op een belangrijk moment in de Engelse en Europese politiek publiceerde Dury het werk Concerning the Work of Peace Ecclesiastical in augustus 1641. ("Betreffende het Werk van de Geestelijke Vrede"). Daarin spoort hij de protestanten aan om zich over nationale grenzen heen te verenigen.
In 1645 kwamen Dury en Comenius aan Engeland na een uitnodiging van John Gauden, bij het begin van het "Long Parliament".
Dury gaf een preek aan het Parlement op 26 november 1645 die uitgebreid werd gepubliceerd. Israels Call to March out of Babylon into Jerusalem.
Hij kreeg een officiële benoeming als privéleraar van de jongere kinderen van Karel I. Toen de burgeroorlog in Engeland beëindigd was, pleitte hij zowel voor godsdienstige tolerantie als voor goedkeuring van het nieuwe regime. Samen met Hartlib en John Goodwin verzorgde hij in 1648 een vertaling het theologische werk Satanae Strategemata van Jacob Acontius over tolerantie.
In de woelige tijden van de machtsovername door de puriteinen vielen zijn oecumenische ideeën niet goed.
In 1652 vertaalde hij van John Milton Eikonoklastes in het Frans als Eikonoklastes, ou, Réponse au livre intitulé Eikon basilike.
In 1654 werd hij door Oliver Cromwell als diplomaat naar Duitsland, Nederland en Zwitserland gestuurd. In 1652/3 reisde hij met Bulstrode Whitelocke naar Zweden.

## Mening over de Joden
Dury schreef gunstig over een project van de Hartlib Circle om een College for Jewish Studies op te zetten in Engeland. Het Parlement werd gevraagd om fondsen.
Men ziet Dury als een van de mensen rondom Cromwell die invloed hadden op beslissing om joden weer officieel toe te laten in Engeland (ze werden door Edward I verbannen). Hij was de voorzichtige auteur van een pamflet uit 1656, A Case of Conscience: Whether It Be Lawful to Admit Jews into a Christian Commonwealth (Of het wettig is om Joden in een christelijke commonwealth toe te laten).

## Irenismeen deEindtijd
De oecumenische inspanningen van Dury hebben hem een naam bezorgd als irenist. Dit etiket deelde hij tot op zekere hoogte met zijn tijdgenoot Hugo de Groot. Dury nam contact op met Grotius via zijn aanhanger Samson Johnson (1603-1661). Die verhouding verzuurde toen Dury de hand bleek te hebben gehad in het ontslag van Johnson als kapelaan van Elizabeth Stuart, koningin van Bohemen, toen deze van socinianisme werd beschuldigd.
Dury was net als Grotius een idealist maar hun idealen waren niet helemaal hetzelfde. Hij wenste eenheid niet vanwege de vrede binnen de Kerk maar hij wilde eenheid van alle protestanten voor de heilige oorlog: in het bijzonder een unie van lutheranen en calvinisten.
Over de vraag of Dury een chiliast was wordt verschillend gedacht. Hij schijnt 1655 als een apocalyptisch jaar gezien te hebben. Hij heeft echter ook gewaarschuwd tegen de verschillende onheilsprofeten die in die jaren opgang maakten. In zijn voorwoord bij het pamflet Clavis Apocalyptica geeft Dury argumenten tegen het doemdenken van de chiliasme.

## Positie in de Hartlib Cirkel
Over de Hartlib Cirkel schrijft Young:
Op zijn hoogtepunt was het een vereniging van persoonlijke vrienden. Hartlib en Dury waren de twee belangrijkste figuren: Comenius bleef, ondanks hun beste inspanningen, altijd meer een zaak om te steunen dan een medelid. Rond hen waren er Hübner, Haak, Pell, Moriaen, Rulise, Hotton en Appelius, die later werden aangevuld met Sadler, Culpeper, Worsley, Boyle en Clodius. Als men van dit centrum verwijderd raakt beginnen de communicatielijnen zich te vertakken en kruisen en sluiten ze aan bij de complete intellectuele gemeenschap van Europa en Amerika. Het is een cirkel met een definieerbaar middelpunt maar een bijna oneindig uitgebreide periferie.

## Pansophisme en alchemie
De alchemie genoot warme belangstelling van alle Hartlibians en ook van zowel Dury als van zijn vrouw. In 1649 ondervroegen zij Worsley over destillatie. In de eerste helft van 1651 was Dury getuige van een geval van transmutatie uitgevoerd door George Starkey en schreef hierover aan Moriaen.

## Familie
In 1645 huwde hij Dorothy Moore, een Ierse puriteinse weduwe. Dit werd gearrangeerd door een nicht van Dorothy, Katherine Jones, dochter van Richard Boyle.
Hun dochter Dora Katherina Dury (1654-77) werd de tweede vrouw van Henry Oldenburg, de Nederlandse diplomaat die later de eerste secretaris van de Royal Society werd.